# Believe (piosenka Cher)
Believe – pierwszy singel amerykańskiej piosenkarki Cher promujący jej 22 album studyjny pod tym samym tytułem. Singel zdobył dwukrotnie status platynowej płyty, dotarł do pierwszej dziesiątki na listach przebojów w wielu krajach i w wielu z nich dotarł do 1. miejsca, dzięki czemu Cher znalazła się w Księdze Rekordów Guinnessa jako najstarsza solistka, która dostała się na szczyt listy Billboard Hot 100. Jest to najlepiej sprzedający się singel solowej artystki w Wielkiej Brytanii.
Podczas tworzenia piosenki, jak i całego albumu, artystka odeszła od dotychczasowego stylu jaki prezentowała (pop-rock) na rzecz muzyki tanecznej. W nagraniu użyto procesora muzycznego auto-tune modyfikującego głos.
„Believe” to jeden z najlepiej sprzedających się singli wszech czasów (11 mln sprzedanych kopii na całym świecie). Recenzenci chwalili jego produkcję oraz chwytliwość i nazwali go jednym z najważniejszych nagrań Cher. Utwór był nominowany do nagrody Grammy i wygrał w kategorii Nagranie roku.
W teledysku, wyreżyserowanym przez Nigela Dicka, Cher występuje w nocnym klubie. Artystka od czasu premiery do dziś wykonuje tę piosenkę; ostatnio podczas trasy Here We Go Again Tour w 2018 roku. Piosenka była wielokrotnie coverowana przez wielu artystów solowych czy zespoły. Dzięki ogromnej popularności utworu, Cher umocniła swoją pozycję jako ikona popkultury.

## Listy przebojów
| Kraj   | Lista                            | Pozycja |
| ------ | -------------------------------- | ------- |
| AUS    | ARIA                             | 1       |
| AUT    | Ö3 Austria Top 40                | 2       |
| BE-VLG | Ultratop 50                      | 1       |
| BE-WAL | Ultratop 50                      | 1       |
| FIN    | Suomen virallinen lista          | 6       |
| FRA    | SNEP                             | 1       |
| DEU    | GfK Entertainment                | 1       |
| NLD    | Single Top 100                   | 1       |
| NZL    | Recorded Music NZ                | 1       |
| NOR    | VG-Lista                         | 1       |
| SWE    | Sverigetopplistan                | 1       |
| CHE    | Schweizer Hitparade              | 1       |
| GBR    | Official Charts Company          | 1       |
| POL    | 30 Ton                           | 1       |
| USA    | „Billboard” Hot 100              | 1       |
| USA    | „Billboard” Hot Adult Top 40     | 5       |
| USA    | „Billboard” Hot Dance Club Songs | 1       |
| USA    | „Billboard” Pop Songs            | 2       |
| USA    | „Billboard” Rhythmic Songs       | 17      |